# Тарад, Ги
Ги Тара́д (фр. Guy Tarade; родился 25 апреля 1930 г. в парижском пригороде) — французский писатель, эзотерик и уфолог; исследователь и лектор, специализирующийся на паранормальных явлениях, герметизме и символике. Сторонник теории палеоконтакта. Основатель Центра по изучению и поиску неизвестных элементов цивилизаций (фр. Centre d'études et de recherches d'éléments inconnus de civilisations). Участник телепередачи 1969 года «Les Dossiers de l'école» на тему инопланетян. По словам Сержа Ютена, уже первая книга Ги Тарада «Летающие тарелки и внеземные цивилизации» (1969) убедит любого в том, что НЛО существуют.

## Творчество
- «Летающие тарелки и внеземные цивилизации» / Soucoupes volantes et civilisations d’outre-espace (1969)[2]
- «Досье о необычном» / Les Dossiers de l'étrange (1971)
- «Архивы утраченных знаний» / Les Archives du savoir perdu (1972)
- «Хроники параллельных миров» / Les Chroniques des mondes parallèles (1974)
- «Врата Атлантиды» / Les Portes de l’Atlantide (1976; скан) — книга, посвящённая Полю Ле Куру.
- «Чёрные досье о загрязнении» / Les Dossiers noirs de la pollution (1977; скан)
- «Последние пророчества для Запада» / Les Dernières prophéties pour l’Occident (1978; скан)
- «НЛО: Земля — планета под контролем» / OVNI: terre, planète sous contrôle (1980; скан)
- «Я нашёл след инопланетян» / J’ai retrouvé la piste des extra-terrestres (1980)
- «Израиль и двенадцать городов Эль-Эльона» / Israël et les douze cités d’El Elyon (1982, скан)
- «Таинственное графство Ниццы» / Mystérieux comté de Nice (в соавторстве с Jean-Claude Barani; 1984; скан)
- «Святилища и колдовские места Прованса» / Les Hauts lieux sacrés et magiques de la Provence (1986)
- «Драконовы вены, или Земная магия» / Les veines du dragon ou La magie de la terre (1989; скан)
- «Волшебные места Прованса, тайные места тамплиеров, масонов, магов и алхимиков Прованса» / Les Sites magiques de Provence, lieux secrets des Templiers, Francs-maçons, mages et alchimistes de Provence (1990)
- «Последние стражи Грааля» / Les derniers gardiens du Graal (1993)
- «Последний секрет Нострадамуса» / Le dernier secret de Nostradamus (в соавторстве с Alexandra Schreyer; 1993; скан)
- «Разум-энергия» / L’esprit-énergie (1993)
- «Таинственная Шампань» / La Champagne mystérieuse (в соавторстве с Alexandra Schreyer; 1993; скан)
- «Тайные энергии Дракона» / Les énergies secrètes du Dragon (соавтор Michel Coviaux; 1995)
- «Нострадамус, пророчество великого монарха» / Nostradamus, la prophétie du grand monarque (1995)
- «28 июля 1999 г. „С неба явится великий царь страха“, Нострадамус» / 28 juillet 1999, «du ciel viendra le grand roy d’effrayeur», Nostradamus (в соавторстве с Alexandra Schreyer; 1999)
- «Алхимические часовни юго-восточной Франции, великая тайна антонианцев» / Les chapelles alchimiques du Sud-Est, le grand secret des Antonins (1999)
- «Новые случаи странного, расследования за гранью реальности» / Les nouveaux dossiers de l'étrange, enquêtes au-delà du réel (1999; скан)
- «Посвящённые, символика и магические места» / Initiés, symbolisme et lieux magiques (2000)
- «Пророчества на стыке с историей» / Les prophéties au rendez-vous de l’histoire (2002)
- «Аркан 10, или секреты для посвящённых от Рультабия и Арсена Люпена» / Arcane 10 ou Les secrets initiatiques de Rouletabille et Arsène Lupin (2004)